# John Brassard
Pour les articles homonymes, voir Brassard (homonymie).
John Brassard (né le 11 mai 1964) est un pompier et un homme politique canadien en Ontario. Il représente la circonscription fédérale ontarienne de Barrie—Innisfil à titre de député conservateur à partir de 2015.

## Biographie
Né à Montréal au Québec, Brassard entame une carrière publique en siégeant au conseil municipal de la ville de Barrie.
Élu sur la scène fédérale en 2015 et réélu en 2019 et 2021, il est nommé leader parlementaire de l'opposition officielle par la cheffe intérimaire Candice Bergen le 5 février 2022.